# ریچارد کرتیس
ریچارد کرتیس (انگلیسی: Richard Whalley Anthony Curtis؛ زادهٔ ۸ نوامبر ۱۹۵۶) یک فیلم‌نامه‌نویس، کارگردان، تهیه‌کننده سینمایی، و تهیه‌کننده تلویزیونی اهل نیوزیلند است.وی برنده جایزه اسکار افتخاری در سال ۲۰۲۵ شده است.

## فیلم‌شناسی
- بلک‌ادر (۱۹۸۰)
- در واقع عشق (۲۰۰۳)
- قایقی که راک پخش می‌کرد (۲۰۰۹)
- دربارهٔ زمان (۲۰۱۳)
- مستر بین